# Charles Issawi
Charles Issawi (* 1916 in Kairo; † 8. Dezember 2000 in den USA) war ein Wirtschaftshistoriker.
Er wurde als Sohn einer syrisch-orthodoxen Familie geboren und studierte am Victoria College in Alexandria und später am Magdalen College in Oxford, wo er sich in Ökonomie und Geschichte spezialisierte. Er wirkte für ein Jahr im Kairiner Finanzministerium und leitete die Forschungsabteilung der Ägyptischen Nationalbank bis 1943. Kurz war er im Arab Office in Washington DC und bis
1955 in der Nahostabteilung des UNO-Sekretariats. Von 1943 bis 1947 lehrte er als Professor für Politikwissenschaft politics and economics an der Beiruter Amerikanischen Universität. In die New Yorker Columbia University trat er 1951 ein, wo er zum Ragnar Nurkse Professor für Ökonomie berufen wurde. Dort leitete er auch das Nah- und Mittelost-Institut. Nach Princeton kam er 1975, wo er bis zu seiner Emeritierung 1986 die Bayard E. Dodge Professur für Nahost-Studien innehatte.

## Werke
- Cross-cultural encounters and conflicts, Oxford Univ. Press, 1998
- The Middle East economy, Markus Wiener Publ., 1995
- The economic dimensions of Middle Eastern history, Darwin Press, 1990
- The Fertile Crescent, Oxford Univ. Pr.1988
- An economic history of the Middle East and North Africa, Methuen 1982
- The Arab world’s legacy, The Darwin Press, 1981
- The economic history of Turkey, Univ. of Chicago Press, 1980
- The economic history of the Middle East, Univ. of Chicago Press, 1975
- Oil, the Middle East and the world, Sage, 1972
- The economic history of Iran, Univ. of Chicago Press, 1971
- Iqtiṣādīyāt batrūl aš-Šarq al-Ausaṭ, Muʾassasat Siǧill al-ʿArab, 1966
- The economic history of the Middle East, Univ. of Chicago Press, 1966
- Egypt in Revolution, Oxford Univ. Press, 1963
- The economics of Middle Eastern Oil, Praeger, Faber & Faber, 1962
- Egypt, Oxford Univ. Press, 1947